# Berumbung Baru
Berumbung Baru is een bestuurslaag in het regentschap Siak van de provincie Riau, Indonesië. Berumbung Baru telt 1905 inwoners (volkstelling 2010).